# Accumoli
Accumoli è un comune italiano di 503 abitanti della provincia di Rieti nel Lazio.

## Geografia fisica

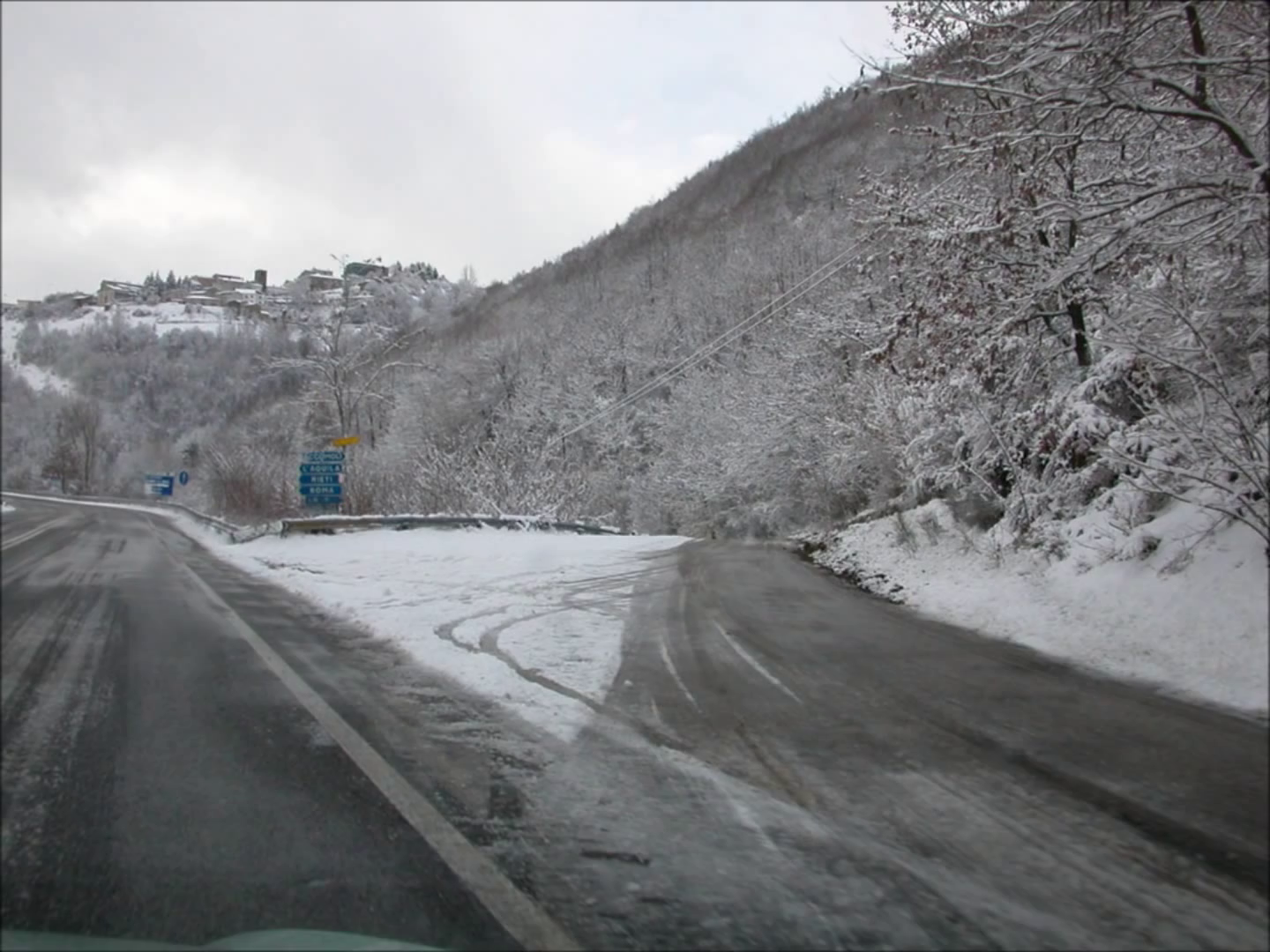
Lo svincolo di Accumoli in inverno sulla strada statale Salaria, con il comune sullo sfondo

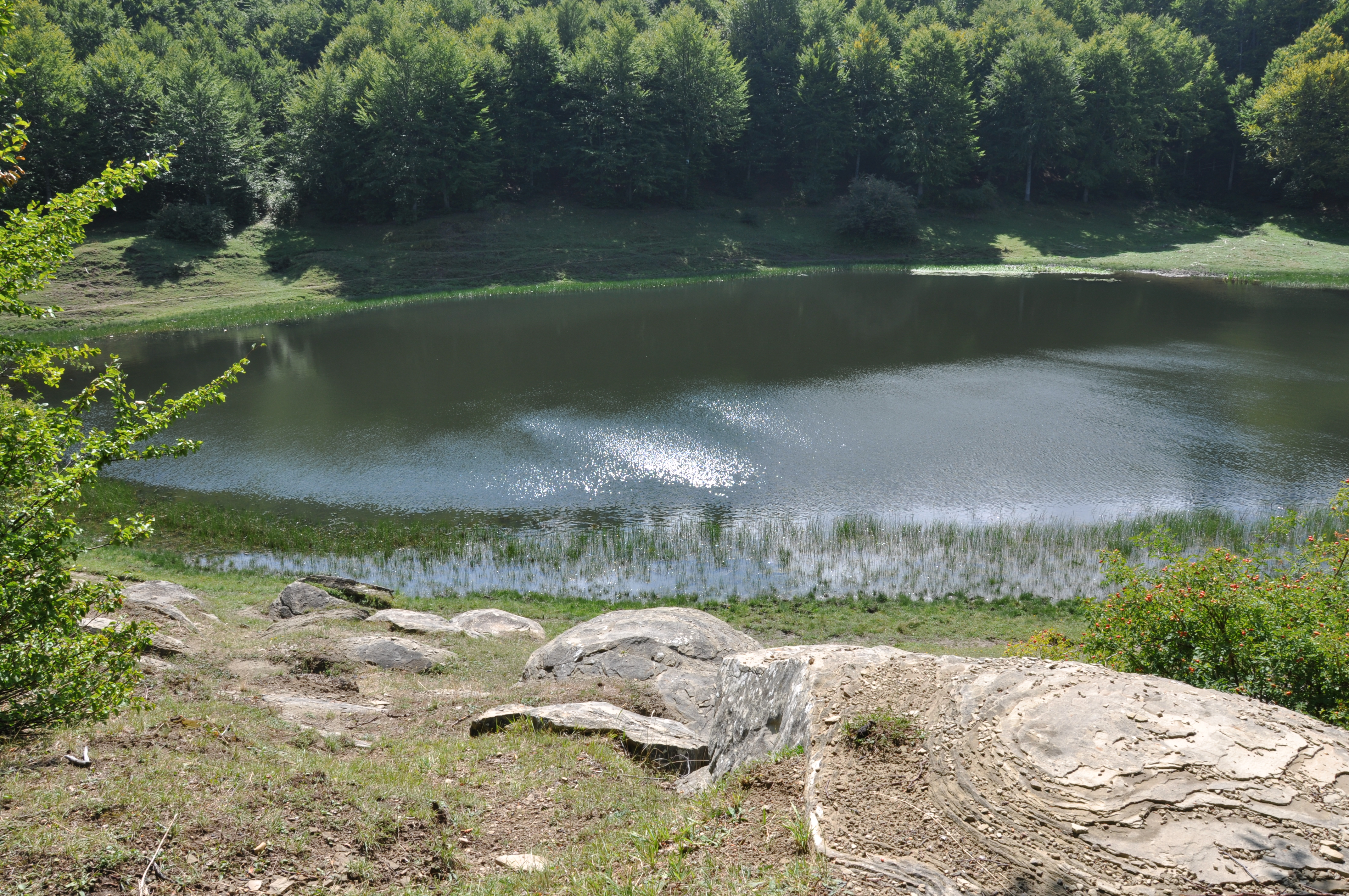
Lago secco, oasi WWF

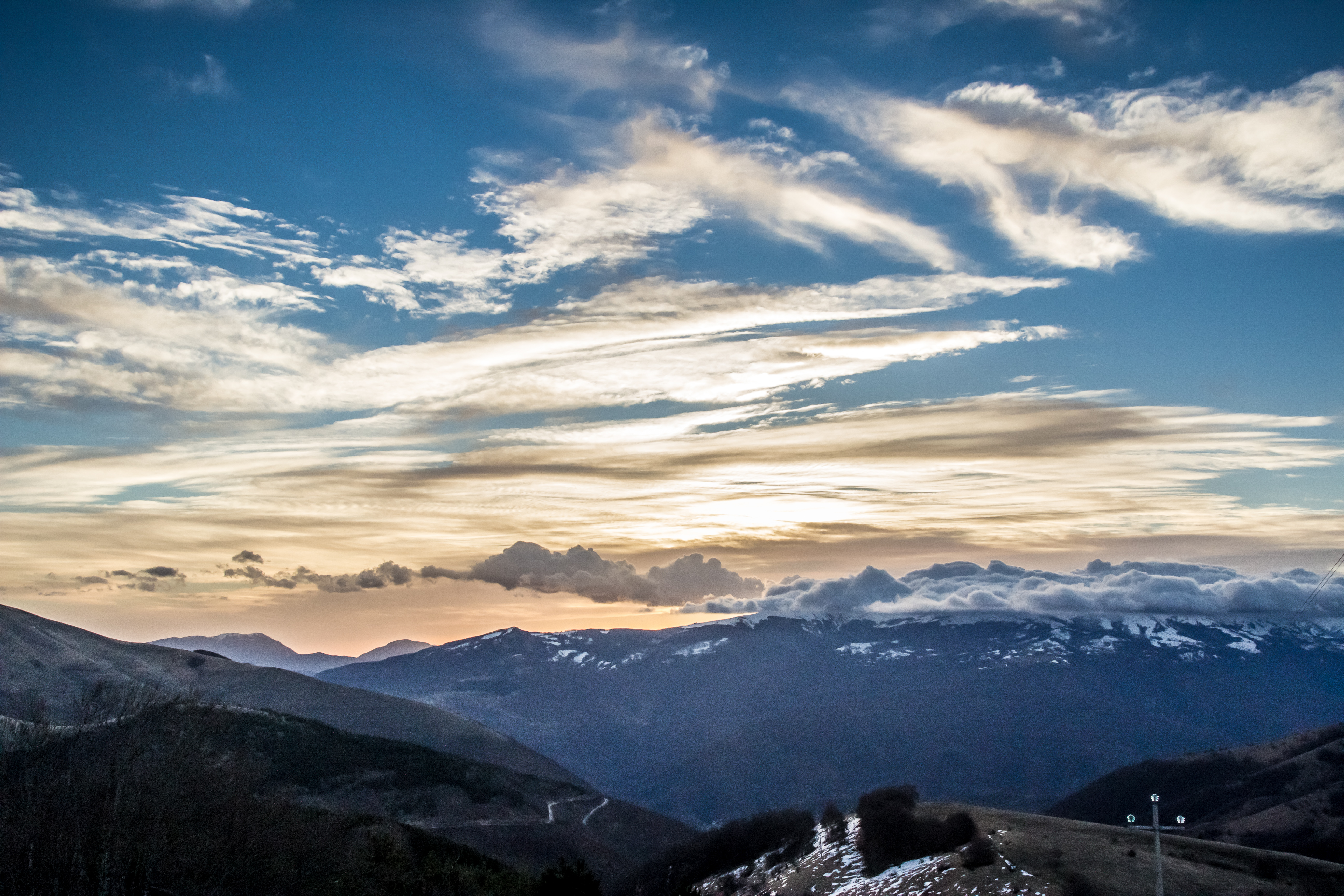
Area di Pantani di Accumoli e monti circostanti (sito di interesse comunitario)

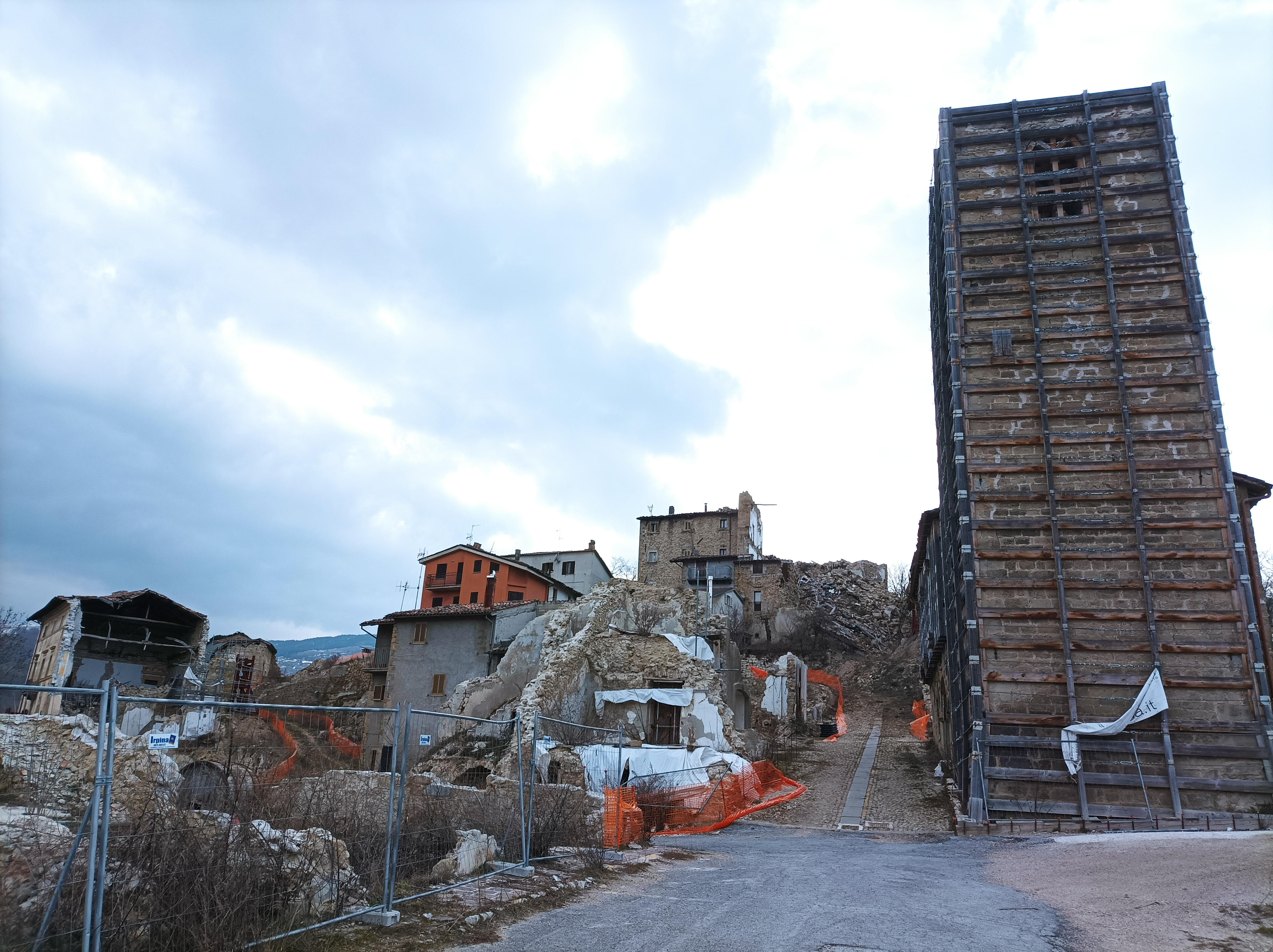
Il centro storico di Accumoli con in primo piano la Torre civica del XII sec. (marzo 2022)

### Territorio
Situato all'altitudine di 855 m s.l.m. nell'Appennino umbro-marchigiano in una conca all'estremo Nord-est del Lazio, Accumoli è inserito nella Comunità montana del Velino. Fino al 1927 era parte della provincia dell'Aquila in Abruzzo. Il comune di Accumoli (insieme a quello confinante di Arquata del Tronto) è uno dei due comuni italiani che confinano con tre regioni (Abruzzo, Marche e Umbria) diverse da quella di appartenenza (Lazio).

#### Orografia
A nord sono posti i Monti Sibillini con il Monte Vettore, a sud-est è posto invece il versante laziale dei Monti della Laga, a sud-ovest si staglia la sagoma del Monte Pozzoni. Nel territorio comunale sono presenti diverse cime che superano i 1 500 m, tra le quali, Monte Utero di 1 806,9 m, Monte l'Inversaturo di 1 723,4 m, La Civita di 1 719 m, il Monte Morale di 1 664 m, Scoglio Pecorino di 1 661 m, la cima di Costa Cavallo di 1 654 m, Costa Castelluccia di 1 602 m, il Monte Cerasola di 1 549 m,  il Monte Civitella di 1 522 m e il Monte Ciambella di 1 480 m.

#### Idrografia
Il territorio comunale è tagliato in due dal corso del fiume Tronto, che ha le sue fonti nel confinante comune di Amatrice.

### Clima
Il clima è quello tipico dell'Appennino interno con inverni freddi e nevosi e con estati quasi mai troppo calde.

## Origini del nome
Ci sono tre ipotesi sull'origine del nome Accumoli, il toponimo potrebbe derivare dal latino cumulus, "cumulo", a causa della grande costruzione di case (cumulo) da parte degli abitanti. La seconda è che potrebbe derivare dal latino ad-culum, ovvero "in cima". L'ultima ipotesi vuole che il nome derivi dall'aggregazione di tanti piccoli villaggi da parte dei Normanni.

## Storia
Il nome di Acumulo appare forse per la prima volta nel 1037 quando Corrado II confermava la donazione della Terra Summatina fatta da Maginardo di Siolfo nel X secolo al vescovo di Ascoli. Il comune ha origine nel XII secolo, quando il territorio nella Valle del Tronto era sotto il dominio dei Normanni e in seguito del Regno di Napoli. Cascia minacciava l'estremo confine del Regno, così per rafforzarlo, i governatori locali decisero di riunire sotto un'unica città i tanti villaggi sparsi per la Valle del Tronto sostituendo probabilmente il decaduto centro di Summata.
Nel XIII secolo fu conteso lungamente da Norcia sotto il cui dominio cadde per qualche tempo per essere restituito poi nel 1255 circa al vescovo di Ascoli. Annesso al Regno di Sicilia, con gli Angioini entrò a far parte del vasto comprensorio territoriale noto come Capitania della Montagna d'Abruzzo, istituito a custodia del tratto più settentrionale del confine tra Regno di Sicilia e Stato della Chiesa. Nel XV secolo fu oggetto di permute tra i re di Napoli e il Papa, tornando poi nel Regno come Universitas demaniale fino all'acquisto effettuato dai Medici nel 1643, entrando successivamente a far parte degli Stati mediceo farnesiani. Subì numerosi danni da ripetuti terremoti quali quelli del 1639 e del 1703.

### Terremoto del 2016
Il 24 agosto 2016 è stato colpito da un terremoto di magnitudo 6,0, con epicentro nella stessa Accumoli, che ha causato undici vittime (quattro nel capoluogo e sette nelle frazioni) e gravi danni al centro storico.

## Monumenti e luoghi d'interesse
Il centro che aveva ottenuto il titolo di città durante il regno degli Aragonesi, era cinto da mura civiche munite di torri e quattro porte note con il nome di: Porta San Pietro, Porta Vecchia, Porta del Campo e Porta Pescara.

### Architetture civili

#### Torre civica
Salendo per via Salvatore Tommasi si trova la Torre civica del XII secolo. Larga in pianta, quadrata e slanciata, resta come simbolo delle antiche libertà comunali. È unica nel suo genere in tutta la Valle del Tronto. Innestato alla sinistra della Torre Civica si erge il Palazzo del Podestà. È un organismo orizzontale, a conci di arenaria squadrati e lisci, scandito al piano terra da due arcate, tipiche dei palazzi pubblici medioevali. Oggi è sede di uffici comunali.

#### Palazzo del Guasto
Un altro monumento è il Palazzo del Guasto del XV secolo. Qui tra il 1427 e il 1433 predicò S. Bernardino come si evince dal monogramma su una delle sue finestre.

#### Palazzo Marini
Grande struttura tardomanierista adattata al pendio della strada. Si caratterizza per un portale incorniciato da bugnato a punta di diamante e da colonne tortili con capitello ionico a zampe di elefante. D'ispirazione tardomanierista partenopea sono anche gli affreschi presenti nelle sale interne. Notevoli i soffitti a cassettoni e il monumentale camino.

#### Palazzo Cappello
Palazzo Cappello, un edificio a cinque piani del XVII secolo si erge al culmine dell'abitato nei pressi dell'antica rocca. La struttura cinquecentesca ingloba una parte costruita o ricostruita in un periodo successivo riconoscibile dalla tecnica costruttiva. Infatti la parte originale è tutta in pietra a vista squadrata e con finestre monumentali. L'edificio è stato usato come caserma dei Carabinieri a partire dal 1864 a tre anni dalla costituzione dello Stato italiano e quindi probabilmente una delle prime caserme della nuova Italia.
Ci sono tre accessi all'edificio di cui due monumentali uno dal lato est a livello delle cantine e che raggiunge il primo piano con uno scalone in arenaria da cui si può entrare nel palazzo a mezzo di un'ampia scala elicoidale, che permette di scendere alle cantine di secondo livello o salire al piano nobile. Questa scala interamente costruita in loco con gradini in arenaria incastrati nel muro e appoggiati al centro seguendo un'elicoidale, è una rarità architettonica, probabilmente unica. Dall'entrata monumentale a nord-ovest, riservata alle carrozze, si accede attraverso un ampio passaggio con volta piena a tutto sesto al cortile interno, caratterizzato da un loggiato su tre ordini con colonne in arenaria e capitelli corinzi nei primi due ordini, mentre il terzo, costruito in seguito, con più semplici capitelli dorici.
Dal cortile si accede al loggiato a mezzo di una scala monumentale costruita anch'essa in un secondo periodo. Si racconta che l'ultimo piano, i cui interni sono rimasti grezzi fino al 1996, sia stato costruito con l'intento di togliere un'ora di sole al tramonto al sottostante Palazzo Marini.

#### Palazzo Organtini
Edificio a tre piani che si caratterizza per le sue sale affrescate. Notevoli i soffitti a cassettoni e l'ampio "Salone dei ricevimenti", anch'esso affrescato con dipinti di quell'epoca.

### Altro
Monumento a Salvatore Tommasi
Opera dell'architetto pitiglianese Enrico Lattes che realizzò l'opera nel 1927. Si trova all'ingresso del borgo.

### Aree naturali
- Pantani di Accumoli - sito di interesse comunitario
- Parco nazionale del Gran Sasso e Monti della Laga
- Oasi del Lago Secco, oasi WWF comprendente l'omonimo lago e la zona circostante

## Società

### Evoluzione demografica
Abitanti censiti

### Etnie e minoranze straniere
Al 31 dicembre 2018 gli stranieri residenti erano 65, di cui 46 provenienti dalla Romania.

### Lingue e dialetti
Il comune rappresenta il confine orientale dei dialetti italiani mediani.

### Tradizioni e folclore
La patrona di Accumoli, la Beata Vergine Maria Addolorata viene festeggiata la prima o la seconda domenica di settembre.

## Cultura

### Musei
- Museo Naturalistico del Parco Nazionale del Gran Sasso e Monti della Laga[15]

## Geografia antropica

### Frazioni
Cassino
Allineato su un crinale. Il suo nome compare la prima volta nel XIII secolo in una lista di chiese tributarie di Farfa.
Casaventre
Nel seno (ventre) della valle che scende da Colleposta, tra fittissimi boschi cedui, con magnifica vista sui monti della Laga e fino al Gran Sasso.
Colleposta
Il suo nome significa villa in colle posita. È allungata sul crinale che scende verso Casaventre.

#### Collespada
Collespada, reso noto dai racconti del poeta romanesco Federico Tosti, dov'era la casa dei nonni e dove visse gran parte della sua gioventù, è oggi in provincia di Rieti; all'epoca era in territorio aquilano e venne trasferito al Lazio nel ventennio fascista.
Fonte del Campo
È situata su un piccolo pianoro marnoso alla destra del Tronto, nei pressi del Vicus Badies, poche le case del XVI secolo, segno di uno sviluppo tardivo.

#### Grisciano
La frazione di Grisciano è l'ultimo comune dell'alta Sabina, sul confine con le Marche.

#### Illica
La frazione di Illica, a 800 m s.l.m., sorge nell'area dei Monti della Laga a pochi chilometri da Amatrice.
Libertino
Villaggio addossato al rilievo d'arenaria su cui sorge Accumoli. Le case quasi tutte di origine ottocentesca, tranne il gruppo più antico verso le Mole, formatosi dal XVII secolo.
Nei documenti è detto Libertino, Ipertino e Vipertino, forse da ubertinus (uber), con riferimento alla fertilità dei campi tra il Tronto e il torrente Pescara.
Macchia
Adagiata su un pianoro contornato da boschi (macla = bosco, macchia). Il caseggiato attuale risale al XVII-XVIII secolo.
Mole
Sotto la strada che da Libertino sale ad Accumoli, nei pressi del Pescara, dove vi erano dei mulini (mole). Le case sono seicentesche (1654, 1681, ecc.). Secondo la tradizione, durante l'assedio francese del 1527 a questi mulini scendevano, per camminamenti sotterranei, gli accumolesi per rifornirsi di grano.
Poggio Casoli
Da casulae = casupole. Era detto anche Poggio Filettone e Poggio Bruciato per essere stato incendiato e gli abitanti trucidati una prima volta dagli ascolani nelle lotte con gli accumolesi nel XV secolo e di nuovo nel 1527 dai francesi. Per la cura delle anime dipendeva da S. Lucia in Accumoli.

#### Poggio d'Api
La frazione di Poggio d'Api (1080 m s.l.m.) presenta sorgenti di acqua ed è sede dell'oasi WWF del lago Secco (1548 m s.l.m.). Tale oasi è la più a sud d'Europa a contenere un particolare tipo di tritone alpino.
Il nome significa semplicemente colle delle api. Il nome Api compare la prima volta nel 1052 tra le "corti" confermate da Leone IX al vescovo di Ascoli ed è ripetuto nelle carte successive dello stesso tenore.
Roccasalli
Aggruppato sul ripiano di un crinale a ridosso dei rilievi appenninici, in uno scenario di grande suggestione e vastità.
San Giovanni
Situato sopra un rilievo ricco di falde idriche, da cui nel corso dei secoli, sono discese frane rovinose. Secondo la tradizione, una di queste, in epoca imprecisata, provocata dal demonio in persona distrusse S. Giovanni vecchio, arrestandosi miracolosamente davanti alla chiesa per intervento del santo patrono; un'altra nel 1860 seppellì un ponte, trasportando sassi per circa un chilometro.

#### Terracino
La frazione di Terracino, a 1165 m s.l.m., è la più alta del comune, appollaiata su un ripiano calcareo, tra pascoli e boschi. L'edificio principale del centro abitato è la chiesa di San Giorgio, il cui portale riporta la data 1522, sebbene alcuni affreschi all'interno rechino date precedenti e la sagrestia risulti essere il nucleo originario dell'edificio, probabilmente una cappella basso-medievale. Il campanile della chiesa fu ricostruito negli anni trenta del Novecento riprendendo la forma di un precedente campanile, probabilmente crollato a causa dei numerosi terremoti passati, ritratto su una tela del XVII secolo rappresentante San Giorgio e il drago, con una vista del paese sullo sfondo. Buona parte degli edifici è di epoca settecentesca e ottocentesca.
Tino
Sorge su un solido strato di arenaria. Diversi edifici sono del periodo rinascimentale.
Villanova
Edificata in mezzo a un terreno breccioso.

## Economia

### Turismo
Nell'anno 2008 è entrato a far parte del consorzio "Riviera delle Palme", comprendente altri sei comuni costieri e interni della provincia di Ascoli Piceno.

## Infrastrutture e trasporti

### Strade
Accumoli ha uno svincolo sulla Strada statale 4, l'antica Via Salaria, che oggi è una strada a una sola carreggiata ma a scorrimento veloce (con l'eccezione del tratto Posta-Rieti ancora da ammodernare). La Salaria collega Accumoli da un lato a Roma e al capoluogo di provincia Rieti, dall'altro ad Ascoli Piceno e al mare Adriatico.

## Amministrazione
Appartenuto storicamente all'Abruzzo sotto i regni di Sicilia, di Napoli, delle Due Sicilie e d'Italia, restando inclusa di volta in volta nel Giustizierato d'Abruzzo (1265-1273), nell'Abruzzo Ulteriore (1273-1806), nell'Abruzzo Ulteriore II (1806-1860) e nella provincia dell'Aquila (1860-1927), dal 1806 al 1926 fu parte del distretto e poi del circondario di Cittaducale.
Nel 1927, a seguito del riordino delle circoscrizioni provinciali stabilito dal regio decreto nº 1 del 2 gennaio 1927, per volontà del governo fascista, quando venne istituita la provincia di Rieti, Accumoli passò dalla provincia dell'Aquila a quella di Rieti.
| Periodo        | Periodo        | Primo Cittadino           | Partito              | Carica  | Note       |
| -------------- | -------------- | ------------------------- | -------------------- | ------- | ---------- |
| 13 maggio 1985 | 6 maggio 1990  | Antonio Ferraresi         | Democrazia Cristiana | Sindaco |            |
| 7 maggio 1990  | 23 aprile 1995 | Antonio Ferraresi         | Democrazia Cristiana | Sindaco |            |
| 24 aprile 1995 | 13 giugno 1999 | Silvestro Sergio Calcioli | Lista civica         | Sindaco |            |
| 14 giugno 1999 | 13 giugno 2004 | Francesco Ambrosi Sacconi | Lista civica         | Sindaco |            |
| 14 giugno 2004 | 7 giugno 2009  | Stefano Petrucci          | Lista civica         | Sindaco |            |
| 8 giugno 2009  | 25 maggio 2014 | Stefano Petrucci          | Lista civica         | Sindaco | 2º mandato |
| 26 maggio 2014 | 26 maggio 2019 | Stefano Petrucci          | Insieme per Accumoli | Sindaco | 3º mandato |
| 27 maggio 2019 | 9 giugno 2024  | Franca D'Angeli           | Uniti per Accumoli   | Sindaco |            |
| 10 giugno 2024 | in carica      | Mauro Tolomei             | Progetto Accumoli    | Sindaco |            |

Fonte: Ministero dell'Interno

### Gemellaggi
- Terranuova Bracciolini

### Altre informazioni amministrative
- Fa parte della comunità montana del Velino